# 酒井瑛里
酒井 瑛里（さかい えり、1986年9月28日 - ）は、日本のタレント、モデル。
宮城県仙台市出身。オスカープロモーション→フリーランサー。オスカー時代は女性アイドルグループ「美少女クラブ31」の元メンバーで、同グループの派生ユニット「ティーンエイジクラブ」のメンバーでもあった。

## 略歴
- 2002年の第8回全日本国民的美少女コンテストでモデル部門賞を受賞し、オスカープロモーションに入所。
- 2003年、旭化成水着キャンペーンモデルを務めた。
- 2005年にティーンエイジクラブの一員としてホノルルマラソンに出場した際、直前に生放送があった為にホノルルへの到着が遅れ、練習会場の公園でメンバーと合流したというエピソードがある[2]。
- 2007年12月25日に放送された『ロンドンハーツXマス 1億円の印税より女! ホームレス中学生田村 愛の記録100日間SP』という麒麟の田村裕に対するドッキリ企画に、仕掛人「霧子」役で登場。その後も同番組に何度か出演していた。
- 2009年、K-1イメージガールに選出された[3]。
- 2013年9月30日には神奈川警察署の一日署長として秋の交通安全キャンペーンに参加したが[4]、同年11月末でオスカープロモーションを退所。その後、自らのブログをアメーバブログに移している。
- 『美人百花』（角川春樹事務所）2017年9月号p.161にヘアモデルとして登場した際、肩書が「宅建士」となっていた。
- 2020年6月5日の『じっくり聞いタロウ〜スター近況（秘）報告〜』（テレビ東京）に見届けゲストとして出演。約6年ぶりに復帰し、女優としても再び活動していく意向を語ると、司会の名倉潤から「復帰して最初の仕事がバラエティ、しかもこの番組って、チョイスおかしいですよ」とツッこまれ、本人、そして出演者全員が爆笑となった。

- 2020年8月下旬にアール・エフ・ラジオ日本「そんなバナナ」を降板。

## 出演

### バラエティ
- GIRLS A GOGO!（2003年 - 2006年、テレビ朝日）
- 晴れ・どきドキ晴れ（2005年10月 - 2006年9月、中部日本放送） - 晴れドキ調査隊リポーター
- 恋愛百景（2007年、テレビ朝日）
- ロンドンハーツXマス 1億円の印税より女! ホームレス中学生田村 愛の記録100日間SP（2007年12月25日、テレビ朝日）
- あらあらかしこ（2010年10月 - 2013年12月、仙台放送）
- じっくり聞いタロウ〜スター近況（秘）報告〜（2020年5月21日、テレビ東京） 見届けゲスト

### テレビドラマ
- Pinkの遺伝子 第7話（2005年、テレビ東京） - 主演・新堂夢香 役
- 占い師 天尽 第5話（2006年1月、中部日本放送） - 中島綾子 役

### 映画
- 君はまだ、無名だった。（2006年4月1日、バイオタイド）

### ラジオ
- まくら@ラクゴ（2005年、ラジオ日本）
- 懸賞TV プレスタ
- そんなバナナ（2019年7月～2020年8月18日、ラジオ日本　藤沢ブラザースのtakutoと共演）

### CM
- タカラトミー「e-kara」

### ファッションショー
- 仙台コレクション（2008年10月19日）

## 作品

### DVD・ビデオ
- ERIチャンネル（2003年8月29日、ドリームエッグス）
- Pure Smile（2003年11月20日、竹書房）
- エリズム（2006年5月31日、BNS）

### 写真集
- Bonita（2003年5月31日、音楽専科社）ISBN 978-4-87279-130-3